# Morte termica dell'universo
La morte termica (o morte entropica) è un possibile stato finale dell'universo in cui non vi è più energia libera per compiere lavoro. In termini fisici, l'entropia raggiunge il massimo valore, e l'universo è in equilibrio termodinamico.

## Origini dell'idea
Il secondo principio della termodinamica afferma che in un sistema isolato l'entropia tende ad aumentare nel tempo in modo irreversibile. L'universo delimita il perimetro di un sistema isolato, per cui è valido il secondo principio ora enunciato: se l'universo vive per un tempo sufficientemente lungo, raggiungerà asintoticamente uno stato nel quale tutta l'energia è uniformemente distribuita in tutte le direzioni dello spazio, e non saranno più possibili processi energetici (inclusa la vita).
L'idea della morte termica fu proposta da Lord Kelvin a partire dal 1851, partendo da osservazioni di Sadi Carnot del 1824 sulla perdita di energia meccanica sotto forma di calore.
Il teorema di Nernst è un importante risultato teorico che stabilisce che l'entropia di un sistema termodinamico (isolato) alla temperatura dello zero assoluto è una costante ben definita. Il terzo principio è conseguenza teorica e matematica del secondo. 

Contrapposta alla "predizione" di una morte entropica dell'universo che è derivata dal secondo principio e in un orizzonte temporale non calcolato a priori, sul terzo principio alcuni basano la ricerca e possibilità tecnica di un prolungamento indefinito della vita dei singoli mediante ibernazione alla temperatura dello zero assoluto e stato di minima entropia, finora senza esito con nessuna forma di essere vivente.
La cristallizzazione è sia un processo chimico controllato e riproducibile, sia un processo geologico spontaneo e molto frequente in natura, tramite il quale hanno avuto e hanno origine nel sottosuolo aggregati minerari e concrezioni di vario genere. Ciò manifesta una "tendenza crescente all'ordine" in un sistema complesso, proprio in un orizzonte temporale di lunghissimo periodo e in condizioni di particolare isolamento termodinamico (rarefazione dell'aria, assenza di luce, assenza di scambio di materia con l'ambiente esterno): nelle reazioni è coinvolta l'acqua di origine carsica, ma lo scambio di calore (dove presente) con l'ambiente circostante non è un fattore di attivazione di questo tipo di reazioni, anche se la temperatura può poi in generale velocizzare i tempi di reazione. Più in generale, la nucleazione spontanea comporta una diminuzione dell'energia libera: un liquido è uno stato della materia "più ordinato" del gas, un solido è più ordinato di un liquido.

## Stato attuale
Ogni ipotesi sulla possibilità della morte termica dipende da supposizioni sulla natura dell'universo.
Molti hanno messo in discussione l'applicabilità dello stesso concetto di entropia e del modello termodinamico all'intero universo, o almeno la possibilità di fare previsioni considerando le scarse conoscenze sull'entropia dei campi gravitazionali e sui fenomeni quantistici.

## Destino dell'universo dopo il Big Freeze
Discussa è la possibilità di esistenza dopo il Big Rip e/o il Big Freeze. Vi sono diverse ipotesi:
- Resteranno i residui della materia in sparsi fotoni, privi di massa.
- Esisteranno comunque universi paralleli (cfr. multiverso, nelle principali formulazioni, il mondo-brana e la teoria delle bolle/inflazione eterna).
- Alcuni scienziati, che accettano il modello, sostengono che il tempo si fermerà e si annulleranno le dimensioni e le distanze.[6]
- Si genererà un nuovo Big Bang nel nostro universo, a causa della bassissima entropia dopo il "congelamento".

L'ultima ipotesi è quella più suggestiva e comprende due possibilità, rientranti nelle varie teorie dell'universo oscillante o modello ciclico.

### Cosmologica ciclica di Penrose
Roger Penrose, nel libro Dal Big Bang all'eternità, afferma che l'infinitamente piccolo allora equivarrà all'infinitamente grande, e l'universo apparentemente freddo e morto del Big Rip o del Big Freeze potrebbe così dare origine, per effetto dell'annullamento delle leggi fisiche precedenti, ad un nuovo Big Bang (la bassa entropia sarebbe la stessa della nascita del primo universo), anche se diverso da quello della teoria del Big Bounce. L'attuale universo sarebbe uno degli infiniti "eoni" (ognuno della durata di 10100) che costituiscono l'eterno universo. Penrose afferma che la prova sarebbe contenuta nella radiazione di fondo.

### Modello di Baum-Frampton
Questo modello è strettamente collegato al Big Rip, che tuttavia non sarebbe mai completo, più che a un Big Freeze.